# Zaccaria Boverio
Zaccaria Boverio, al secolo Giovanni Boverio (talvolta conosciuto, in latino, solo come Boverius) (Saluzzo, 1568 – Genova, 1638), è stato un religioso, storico e scrittore italiano.

## Biografia
Figlio di Matteo Boverio, già governatore di Saluzzo, dopo la laurea in giurisprudenza si fece Frate dell'Ordine dei Minori Cappuccini, assumendo il nome di "Zaccaria".
Insegnò a Lione, dove nel 1632 gli furono pubblicati gli Annales Ordinis Minorum Capuccinorum, i primi annali sulla storia dell'ordine fino al 1612, i quali destarono assieme clamore e scandalo, nella Chiesa cattolica, tanto che vennero posti all'Indice.